# Жорж Волински
Жорж Давид Волински (на френски: Georges David Wolinski – Воленски́; роден на 28 юни 1934 г. в гр. Тунис и убит на 7 януари 2015 г. в атентата срещу „Шарли Ебдо“ в Париж е френски карикатурист.
Сътрудничи на изданията „Хара-Кири“, „Шарли Ебдо“, „Аксион“, „Пари-Прес“, „Ла гьол уверт“, „Юманите“, „Нувел обсерватор“, „Фосфор“, „Пари Мач“. Бил е главен редактор на „Шарли Мансюел“ и председател на журито на конкурса за карикатура на „Поан“.

## Биография
Роден е в семейството на Лола Бембарон, френско-италианска еврейка, и Зигфрид Волински, полски евреин, шеф на ателие за ковано желязо в Тунис. Отгледан е от родителите на майка си, след като баща му е убит, когато е на 2 години, а майка му се разболява от туберкулоза и е изпратена на санаториум във Франция. На 13-годишна възраст заминава за Франция при майка си и съпруга ѝ.
В гимназията „Биансон“, където учи от 1946 до 1952 г., участва в издаването на вестник „Поташ либере“. Там среща първата си съпруга Жаклин, за която се жени през 1961 г. и от която има 2 дъщери. Съпругата му умира през 1966 г. след автомобилен инцидент.
Първоначално Волински работи във фабриката за трико на втория си баща във Фонтене-су-Боа. През 1958 г. публикува първите си рисунки в „Рюстика“. След като изпраща свои работи на Франсоа Кавана, през 1960 г. е взет в екипа на „Хара-Кири“, а през 1968 г. в „Журнал дьо диманш“, където среща втората си съпруга Мариз.
От 1970 до 1981 г. е главен редактор на „Шарли Ебдо“.

## Карикатури
В „Хара-Кири“, по-късно преименувано на „Шарли Ебдо“, карикатурата на Волински прави своя пълен размах. За това издание Волински създава 2 образа – единият едър и доминантен, а другият слаб и срамежлив, обсъждащи разни теми в кварталното кафене. Забележките им винаги започват с „господине“, а съдържанието е показно за хумора на Волински. Например:
- „Господине, аз съм за свобода на пресата, но при положение, че пресата не се възползва от нея, да говори каквото си иска!“
- „Социализмът е като марихуаната: може да е безвреден, но води до пристрастяване към по-тежки дроги като комунизма.“

За карикатурите си в „Шарли Ебдо“ Волински създава персонажа „Кралят на тъпаците“ (Le roi des cons). Този образ се появява за пръв път в карикатура по повод 2500-тната годишнина на Персийската империя, за която шахът на Персия организира пищно тържество в Персеполис. Всички държавни глави са поканени, но са резервирани към поканата поради недемократичния режим на управление в империята. Карикатурата на Волински по повода е: „Шахът към краля на тъпаците: Добре направихте, че дойдохте.“

## Стил
Стилът на Волински се отличава с няколко основни черти, основната от която са честите двусмислици, които могат да се тълкуват неприлично.
В живота Волински не е либертин, за разлика от някои от персонажите си. Неговото „Писмо до съпругата ми“ е обяснение в любов на Мариз Волински, в което той споделя възхищението си от факта, че за 10 години съвместен живот те са прекарали само 3 нощи, без да са в едно жилище.
В предаването „Апострофи“ през 1984 г. Бернар Пиво го пита: „И все пак, когато сваляте някое момиче?“, на което Волински отговаря с типичната за стила му двусмислица: „Аз съм женен, г-н Пиво. Аз не свалям момичета, аз правя любов с жена ми“.

## Награди
- През 1998 г. получава международната награда за хумор „Гат Периш“.
- През януари 2005 г. получава Ордена на Почетния легион.
- През 2005 г. получава голямата награда на Ангулем на Международния фестивал на карикатурата в Ангулем.